# Andrés Arauz
Andrés David Arauz Galarza, né le 6 février 1985 à Quito, est un économiste et homme politique équatorien.
Socialiste, il est ministre de la Connaissance et du Talent humain de 2015 à 2017, sous la présidence de Rafael Correa. Il se présente avec le soutien de celui-ci à l’élection présidentielle de 2021 ; arrivé en tête au premier tour, il perd au second face au libéral-conservateur Guillermo Lasso.

## Situation personnelle
Marié et père d'un enfant, il parle — outre l'espagnol — l'anglais, le français et le russe.
Diplômé de l’université du Michigan et de l’université nationale autonome du Mexique, il est un économiste hétérodoxe.

## Parcours politique

### Débuts
En 2007, Andrés Arauz devient l’une des jeunes figures de la « révolution citoyenne » conduite par Alianza País, parti de gauche de Rafael Correa, alors à la tête du pays. Il est ainsi conseiller en matière de politique financière, puis directeur de la banque centrale à partir de 2009.

### Ministre sous Correa
Andrés Arauz rejoint ensuite le gouvernement de Rafael Correa comme ministre de la Connaissance et du Talent humain, une fonction qu'il occupe de mars 2015 à avril 2017.
Il fonde en 2017, avec un groupe d’économistes, l'Observatoire de la dollarisation (le dollar est la monnaie de l’Équateur depuis 2000). Il participe également à la fondation de l’internationale progressiste en 2020, dont il devient membre du conseil exécutif.

### Élection présidentielle de 2021
Candidat de la coalition de gauche Union pour l'espérance (UNES) à l’élection présidentielle de 2021, il est activement soutenu par Rafael Correa, qui vit en Belgique depuis 2017.
Il défend un programme de rupture avec la politique économique néolibérale du président Lenín Moreno, promettant de suspendre les traités signés avec le Fonds monétaire international (FMI), de relancer la croissance avec une forte augmentation des dépenses publiques, d’instaurer un impôt sur la fortune, de mettre fin aux privatisations et d’établir des contrôles de capitaux pour empêcher l’argent de quitter le pays. Son programme économique est mal accueilli par les marchés financiers, la Bank of America s’alarmant de son « populisme ».
Il arrive en tête avec 32,7 % des suffrages exprimés et se voit contraint à un second tour. L’identité de son adversaire reste plusieurs jours incertaine, mais c'est finalement le candidat de droite Guillermo Lasso qui se qualifie avec un léger avantage sur le candidat indigéniste et écologiste Yaku Pérez. Après avoir annoncé sa victoire au soir du second tour sur la base d'un sondage sorti des urnes non-publié, Andrés Arauz reconnaît sa défaite face à Guillermo Lasso, qui l’emporte avec plus de 52 % des voix.
Menacé par une procédure de destitution pour corruption, Guillermo Lasso dissout l'Assemblée nationale en mai 2023, entrainant des élections anticipées six mois plus tard. Le nom d'Andrés Arauz est évoqué pour représenter à nouveau l'UNES, mais celui-ci explique qu’une nouvelle candidature n’était pas « sa priorité personnelle » et appelle la gauche à « corriger les erreurs du passé » et à construire une grande coalition « englobant les différents mouvements sociaux, y compris les peuples indigènes, contrairement à ce qui s’est passé il y a deux ans ». Il est finalement désigné candidat à la vice-présidence aux côtés de Luisa González.